# Gare de Parempuyre
Gare de Parempuyre – przystanek kolejowy w Parempuyre, w departamencie Żyronda, w regionie Nowa Akwitania, we Francji.
Jest przystankiem Société nationale des chemins de fer français (SNCF). Obsługiwany jest przez pociągi TER Aquitaine.

## Położenie
Znajduje się na 10,950 km linii Ravezies – Pointe-de-Grave.

## Linie kolejowe
- Ravezies – Pointe-de-Grave